# Sava Caracaș
Vasile Sava Caracas (n. 1890, Lețcani, România – d. 15 martie 1945, Alba Iulia, Alba, România) a fost un general de brigadă român, care a luptat în cel de-al Doilea Război Mondial. 
A absolvit Școala de Ofițeri în 1912.
A fost înaintat în 10 mai 1936 la gradul de colonel și în 24 ianuarie 1942 la gradul de general de brigadă.
În 1938, colonelul Sava Caracaș îndeplinea funcția de prefect al județului Iași.
A îndeplinit funcțiile de șef de stat major al Regiunii 4 Militare (1941-1942), ofițer de stat major în Divizia 10 Infanterie (1942 - 24 martie 1942), apoi comandant al Diviziei 10 Infanterie (24 martie 1942 - 5 octombrie 1943). A fost trecut în rezervă în perioada 5 octombrie 1943 - 23 august 1944, fiind reactivat apoi în funcția de comandant al Diviziei 7 Infanterie Instrucție (23 august - 17 septembrie 1944), comandant al Diviziei 20 Infanterie Instrucție (15 octombrie - 1 decembrie 1944), apoi comandant al Etapei I (5 decembrie 1944 - 15 martie 1945). A murit în anul 1945, în spitalul din Alba Iulia.
A fost decorat la 23 decembrie 1943 cu Ordinul „Coroana României” cu spade în gradul de Comandor cu panglică de „Virtute Militară” „pentru fapte de arme săvârșite în războiul contra Rusiei Sovietice”.

## Decorații
- Ordinul „Steaua României” în gradul de ofițer (8 iunie 1940)[4]
- Ordinul „Coroana României” cu spade în gradul de Comandor cu panglică de „Virtute Militară” (23 decembrie 1943)[3]
- Ordinul „Steaua României” cu spade în gradul de Comandor cu panglica de „Virtute Militară” (12 mai 1945)[5]

## Legături externe
- Generals.dk - Sava Caracas